# Chiqué (tango)
 Chiqué  es un tango cuya letra y música pertenecen a Ricardo Luis Brignolo que se estrenó en 1920. La letra la firmó Brignolo con el seudónimo de Ricardo C. de León. 

## El autor
Ricardo Luis Brignolo ( Buenos Aires, Argentina, 7 de marzo de 1892) fue un músico que se dedicó al género del tango.
Sobresaliente bandoneonista, pianista y compositor e inspirado letrista y compositor, se recuerdan en especial sus obras Chiqué, Por seguidora y por fiel e Íntimas.

## Historia
Si bien la inmigración francesa a la Argentina no fue muy numerosa, algunos factores incidieron en las primeras décadas del siglo XX para la formación de vocablos del lunfardo originados en el francés: el ingreso al país de mujeres francesas para dedicarse a la prostitución y de hombres del mismo origen para la actividad del proxenetismo, el uso del francés dentro de esta actividad como lengua franca o argot profesional por personas de distinta nacionalidad, la internacionalización del tango y los viajes a Francia de frecuentadores de la noche porteña.
Uno de esos vocablos fue chiqué, tomado del argot du milieu (la jerga de los rufianes), una abreviación de las expresiones francesas chiquer contre, versión deformada de chiquer comte, que a su vez deriva de chiquer comtois, todas con el significado de “mentir y simular” y, por extensión, engañar con falsas apariencias. Chiquer también significa mascar tabaco; Jean Lacassagne y Pierre Devaux dicen en su libro L’argot du milieu que “El hecho de inflar una mejilla con la punta de la lengua como si se estuviera mascando tabaco indica que lo que se va a decir no debe tomarse en serio.
Héctor y Luis Bates dicen en La Historia del Tango que Brignolo escuchó la palabra chiqué de una bailarina y decidió emplearla en su tango, posterior a la época en que había actuado en academia de baile La Olla Popular, de la calle Sarmiento.
Por su parte, Francisco García Jiménez escribió:

“Tocando en la 'olla popular', Brignolo le oye esta expresión a una bailarina francesa, dicha con traslúcida intención a su compañero: -No hagás chíqué…. La francesita le aclaró el término a Brignolo, y a él le gustó para titular un tango que acababa de componer. Por las dos razones que me confió una vez con estas sinceras palabras: “Yo había volcado en la pieza un fantaseo que me parecía de muchas ínfulas para un bailable. Sonaba bien aquello, pero lo encontraba pretencioso. Y como para curarme en salud, le puse “Chiqué” de título.”

Del Priore afirma que se considera que en la versión definitiva de este tango intervinieron otras personas que se conjetura que podrían haber sido Juan Carlos Cobián y el “Alemán” Fritz, violoncelista cuyo apellido hoy se desconoce. Sigue diciendo que en un trabajo realizado por varios autores por el Instituto Nacional de Musicología se asegura que el tango "cobra su perfil definitivo cuando el alemán Fritz le agrega un inspirado contracanto".
Brignolo recién le incorporó la letra a este tango después de su estreno y la firmó con el seudónimo de Ricardo C. de León. Posteriormente hubo otra letra, compuesta por el periodista y autor teatral Juan Carlos Fernández Díaz, pero la difusión de la obra es predominantemente como instrumental.

## La censura
A partir de 1943 dentro de una campaña iniciada por la dictadura de 1943 que obligó a suprimir el lenguaje lunfardo, como así también cualquier referencia a la embriaguez o expresiones que en forma arbitraria eran consideradas inmorales o negativas para el idioma o para el país. Fue así que en las grabaciones realizadas en esa época por Aníbal Troilo y por Osmar Maderna, Chiqué pasó a titularse El elegante.
Las restricciones continuaron al asumir el gobierno constitucional el general Perón y en 1949 directivos de Sadaic le solicitaron al administrador de Correos y Telecomunicaciones en una entrevista que se las anularan, pero sin resultado. Obtuvieron entonces una audiencia con Perón, que se realizó el 25 de marzo de 1949, y el presidente –que afirmó que ignoraba la existencia de esas directivas- las dejó sin efecto y Chiqué al igual que otros muchos tangos pudo volver a su nombre anterior.
En octubre de 1953 se aprobó la Ley de Radiodifusión n° 14 241 que no tenía previsiones sobre el uso del lenguaje popular en radio pero las restricciones en alguna medida continuaban, y motivó la denuncia de SADAIC en enero de 1950 a la irradiación de ciertos temas por Radio El Mundo; no obstante tal denuncia, en 1952 la propia entidad de los autores acordó con las autoridades una lista de canciones populares que por razones de buen gusto o decoro idiomático no debían pasarse por radio; en definitiva, SADAIC no cuestionaba la censura en sí misma sino quién la aplicaba. Sin embargo, por temor de los músicos algunas piezas, como el tango Al pie de la Santa Cruz y la Milonga del 900, siguieron ejecutándose con modificaciones en las partes a las que se podía asignar contenido político.

## Grabaciones
Entre las orquesta que grabaron este tango se encuentran:
- Ernesto Baffa
- Francisco Canaro
- Ignacio Corsini
- Julio De Caro
- Juan D'Arienzo
- Roberto Firpo
- Enrique Mario Francini y Armando Pontier
- Osmar Maderna
- Pedro Maffia
- Astor Piazzolla (con su Orquesta Típica y con Quinteto)
- Osvaldo Pugliese
- Fulvio Salamanca
- Aníbal Troilo (en dos ocasiones